# Coptocercus pascoei
Coptocercus pascoei là một loài bọ cánh cứng trong họ Cerambycidae.